# Bâtiment situé 8 rue Kneginje Milice à Jagodina
Le bâtiment situé 8 rue Kneginje Milice à Jagodina (en serbe cyrillique : Зграда у улици Кнегиње Милице бр. 8 у Јагодини ; en serbe latin : Zgrada u ulici Kneginje Milice br. 8 u Jagodini) se trouve à Jagodina, dans le district de Pomoravlje, en Serbie. Il est inscrit sur la liste des monuments culturels protégés de la république de Serbie (identifiant no SK 280).

## Présentation
Le bâtiment a été construit en 1925 dans le style Sécession.
Il est constitué d'un rez-de-chaussée, d'un étage et d'une partie mansardée. La façade est richement ornées d'éléments plastiques.
L'entrée principale du rez-de-chaussée est flanquée de deux pilastres demi-circulaires cannelés avec des chapiteaux évasés. L'étage est dynamisé par deux avancées, un peu comme des absides, qui ressortent de la zone centrale ; six fenêtres à la décoration vitrée irrégulière sont surmontées de guirlandes. De part et d'autre de ces fenêtres se trouvent encore d'autres ouvertures, qui se terminent par des consoles décoratives et des tympans qui abritent des têtes de séraphins. Au centre, la partie du grenier est marquée par une mansarde monumentale « à la française » soulignée par un balcon ondulé avec des balustrades ; on y trouve six fenêtres surmontées d'un tympan encadré par des acrotères ; dans le tympan, on peut lire l'année de la construction du bâtiment ; ce tympan contient aussi un cartouche avec deux branches de palmier.